# Marcel Merkès
Marcel Merkès, né le 7 juillet 1920 à Bordeaux et mort le 30 mars 2007 à Pessac, est un chanteur d'opérette français.

## Biographie
Après avoir obtenu plusieurs prix de chant au Conservatoire de Bordeaux, il débute à l'âge de 22 ans au Grand Théâtre de cette même ville dans le rôle de Des Grieux dans Manon, un opéra de Jules Massenet.
Marcel Merkès est célèbre pour sa canne en roseau et son duo d'opérette avec sa femme Paulette Merval, rencontrée au Conservatoire de Bordeaux, violoniste et chanteuse. Ils y obtiennent leurs premiers prix d'opéra comique et d'opérette. A eux deux, ils totaliseront plus de 10 500 représentations durant leur carrière. 
Le duo est également très présent à la télévision dans les émissions de variétés, très en vogue entre les années 60 et 80. 

## Créations et reprises d'opérette
- Rêve de Valse Opérette d'Oscar Straus Théâtre Mogador : 22 mars 1947 Mogador 24 février 1962
- Violettes impériales Opérette de Vincent Scotto Mogador 31 janvier 1948 Mogador 28 juin 1952 Mogador 3 février 1961
- Annie du Far West Opérette d’Irving Berlin Théâtre du Châtelet 19 février 1950
- Rose-Marie Opérette de Rudolf Friml Théâtre de l'Empire 12 mai 1950 Mogador 23 novembre 1963
- La Veuve joyeuse Opérette de Franz Lehar Mogador 17 novembre 1951
- Les Amants de Venise Opérette de Vincent Scotto Mogador 5 décembre 1953 Mogador 26 novembre 1966
- Les amours de Don Juan Opérette de Juan Morata Mogador : 23 décembre 1955
- Michel Strogoff Opérette de Jack Ledru Mogador 5 décembre 1964
- Vienne chante et Danse Opérette de Johann Strauss II et Jack Ledru Mogador : 25 novembre 1967
- Douchka Comédie-opérette de Georges Garvarentz et Charles Aznavour Mogador : 4 octobre 1973
- Princesse Czardas Opérette de Emmerich Kálmán  Avignon et province 1979-1982

## Filmographie
- 1956 : Trois de la Canebière, de Maurice de Canonge
- 1957 : Trois de la marine, de Maurice de Canonge
- 2009 : Marcel Merkès, Paulette Merval : une vie pour l'opérette, film documentaire de Fabrice Levillain, 50 minutes